# Авилов, Олег Владимирович
Олег Владимирович Авилов (укр. Олег Володимирович Авілов; род. 22 мая 1976, Киев, Украинская ССР) — украинский оператор-постановщик. Лауреат национальной телевизионной премии Украины «Телетриумф — 2016» в номинации «Оператор-постановщик 
телевизионной программы» за программу «Орёл и решка».

## Биография
Олег Авилов родился 22 мая 1976 в Киеве. Занимался 7 лет в музыкальной школе по классу фортепиано. Имеет 2-й взрослый разряд в теннисе.

### Образование
В 1993 году Олег окончил курсы ассистентов телеоператора.
В 1996 году поступил в Киевский институт театрального искусства им. Карпенко Карого на кинофакультет. Учился по специальности «Оператор кино и телевидения». В 2002 году Олег окончил институт.

### Карьера
Олег Авилов начал свою карьеру в Гостелерадио Украины, где в 1993 - 1994 годах был администратором редакции спортивных программ.
С 1997 по 2001 год работал в Киевской государственной телекомпании, где дорос от ассистента оператора к главному оператора. Также в это же время Олег работал над проектами для телеканалов «Интер» и «ICTV».
С 2001 по 2006 год Авилов работал на телеканале «СТБ» в качестве оператора промо и новостей.
В 2006 - 2008 годах работал в продакшн «Світ ТВ», где занимался проектом «Экипаж».
С 2008 по 2015 год Олег Авилов работал на телеканале «Первый автомобильный» главным оператором. В эти годы также работал как оператор постановщик проектов «Гости на пороге», «На вализах», «Оголена красуня» на телеканале «Украина», как оператор-постановщик программ «Сусід на обід», «Готуємо разом» на телеканале «Интер».
С 2015 года работает в TeenSpirit Studio в качестве оператора-постановщика программы «Орёл и решка»: сезоны «Назад в СССР», 11-й сезон «Юбилейный», 12-сезон «Кругосветка», 13-й сезон «Рай и Ад».
В конце 2016 года Олег появился в кадре сериала «Орёл и решка. Новый год».
В 2018 году Олег Авилов принял в качестве оператора-постановщика участие в съёмках «Орёл и решка. Россия» на телеканале «Пятница!».
За последние несколько лет, Олег работал оператором-постановщиком на многих украинских и российских телевизионных проектах, такие как «Еда, я люблю тебя», «ЖаннаПомоги» на телеканале «Пятница!»; «Вокруг света во время декрета» на СТС, телеверсия «M1 Music Awards 2018» и многие другие.

## Награды
| Год  | Премия                               | Категория                                                     | Название       | Результат |
| ---- | ------------------------------------ | ------------------------------------------------------------- | -------------- | --------- |
| 2016 | Национальный реестр рекордов Украины | Первое беспрерывное кругосветное путешествие съёмочной группы | «Орёл и решка» | Победа    |
| 2016 | Телетриумф                           | Оператор-постановщик телевизионной программы                  | «Орёл и решка» | Победа    |